# Judo-Ozeanienmeisterschaften 1966
Die Judo-Ozeanienmeisterschaften 1966 waren die zweite Austragung der von der Oceania Judo Union (OJU) ausgerichteten Wettkämpfe zur Ermittlung der Ozeanienmeister im Judo und fanden in der australischen Stadt Sydney statt.

## Ergebnisse
| Gewichtsklasse    | Gold           | Silber         | Bronze      |
| ----------------- | -------------- | -------------- | ----------- |
| Leichtgewicht     | Bill Shaw      | Gordon Johnson | Jim Black   |
| Halbmittelgewicht | Graeme Roberts | John Whipp     | David Nash  |
| Mittelgewicht     | Dave Delay     | Alex Bykerk    | Pat Toner   |
| Halbschwergewicht | John Buckley   | Jim McPhee     | Mick Yarrow |
| Schwergewicht     | Ray McMahon    | Mike Tipene    | Onno Boelee |
| Offene Klasse     | Mick Yarrow    | Pat Toner      | —           |

Die offene Klasse konnte der Drittplatzierte im Halbschwergewicht Mick Yarrow vor dem Drittplatzierten im Mittelgewicht Pat Toner für sich entscheiden.

## Medaillenspiegel
| Platz | Land       | Gold | Silber | Bronze | Gesamt |
| ----- | ---------- | ---- | ------ | ------ | ------ |
| 1.    | Neuseeland | 3    | 4      | 3      | 10     |
| 2.    | Australien | 3    | 2      | 2      | 7      |